# Afrikaspiele 1965/Handball
Handball wurde bei den ersten Afrikaspielen 1965 in Brazzaville (Republik Kongo) vom 16. bis zum 24. Juli 1965 ausschließlich als Männerwettbewerb ausgetragen. Die Vereinigte Arabische Republik setzte sich im Finale gegen die Elfenbeinküste durch, die Bronzemedaille gewann Tunesien.

## Gruppenphase

### Gruppe A
| Pl. | Land                          | Sp. | S | U | N | Tore  | Diff. | Punkte |
| --- | ----------------------------- | --- | - | - | - | ----- | ----- | ------ |
| 1.  | Vereinigte Arabische Republik | 2   | 2 | 0 | 0 | 00:00 | ±0    | 4      |
| 2.  | Madagaskar                    | 2   | 1 | 0 | 1 | 00:00 | ±0    | 2      |
| 3.  | Dahomey                       | 2   | 0 | 0 | 2 | 00:00 | ±0    | 0      |

|                               | Vereinigte Arabische Republik | Madagaskar | Dahomey  |
| ----------------------------- | ----------------------------- | ---------- | -------- |
| Vereinigte Arabische Republik | —                             | Sieg UAR   | 27:10    |
| Madagaskar                    |                               | —          | Sieg MAD |
| Dahomey                       |                               |            | —        |

### Gruppe B
| Pl. | Land           | Sp. | S | U | N | Tore  | Diff. | Punkte |
| --- | -------------- | --- | - | - | - | ----- | ----- | ------ |
| 1.  | Elfenbeinküste | 3   | 2 | 1 | 0 | 00:00 | ±0    | 5      |
| 2.  | Tunesien       | 3   | 1 | 1 | 1 | 00:00 | ±0    | 3      |
| 3.  | Kamerun        | 3   | 1 | 0 | 2 | 00:00 | ±0    | 2      |
| 4.  | Senegal        | 3   | 1 | 0 | 2 | 00:00 | ±0    | 2      |

|                | Elfenbeinküste | Tunesien | Kamerun 1961 | Senegal  |
| -------------- | -------------- | -------- | ------------ | -------- |
| Elfenbeinküste | —              | Remis    | 15:14        | Sieg CIV |
| Tunesien       |                | —        | 12:13        | 10:2     |
| Kamerun 1961   |                |          | —            | Sieg SEN |
| Senegal        |                |          |              | —        |

## Finalrunde
|  | Halbfinale                    | Halbfinale     |            |    | Finale | Finale |
|  |                               |                |            |    |        |        |
|  | Vereinigte Arabische Republik | 7              |            |    |        |        |
|  | Tunesien                      | 6              |            |    |        |        |
|  |                               |                |            |    |        |        |
|  |                               |                |            |    |        |        |
|  | Vereinigte Arabische Republik | 22             |            |    |        |        |
|  |                               | Elfenbeinküste | 7          |    |        |        |
|  |                               |                |            |    |        |        |
|  | Spiel um Platz 3              |                |            |    |        |        |
|  |                               |                | Tunesien   | 13 |        |        |
|  | Elfenbeinküste                | 15             | Madagaskar | 10 |        |        |
|  | Madagaskar                    | 14             |            |    |        |        |